# Penn y Teller
Penn & Teller es un dúo de ilusionistas y comediantes estadounidenses. Son conocidos por haber conducido el espacio televisivo Penn & Teller: Bullshit!, transmitido en Estados Unidos por la cadena Showtime, y además por presentar desde 2011 el programa Penn & Teller: Fool Us. En sus obras, Penn siempre es muy hablador y Teller nunca habla.

## Carrera
El dúo de Penn Jillette y Teller se conocieron en 1975. Los dos trabajaban como ilusionistas en el barrio Fisherman's Wharf de San Francisco, en California. Hasta 1981, formaron parte de un grupo de tres ilusionistas que se llamaba Asparagus Valley Cultural Society (en español: Sociedad Cultural del Valle de Espárragos). El grupo apareció con frecuencia en el teatro Phoenix de San Francisco y tenía un estilo menos controvertido que sus obras más recientes.
A mediados de los años 1980 Penn y Teller ya habían recibido una publicidad positiva, y montaron un especial de televisión y un show en Broadway. En los siguientes años aparecieron con frecuencia en late shows tales como The Late Show with David Letterman, Saturday Night Live, The Tonight Show with Jay Leno y Late Night with Conan O'Brien.
Desde 2001, el dúo ha actuado seis noches a la semana en el Rio All Suite Hotel and Casino de Las Vegas, Nevada.
Su exitoso programa de televisión Bullshit! (en inglés: ¡Patrañas!, ¡Tonterías!) es televisado por el canal FX, habiéndose estrenado en Estados Unidos en 2003. El punto de vista del programa se caracteriza por el libertarismo y el escepticismo, pretendiendo disipar mitos y mentiras acerca de varios temas políticos, sociales y religiosos, entre otros.
Desde 2011 también conducen el programa televisivo Penn & Teller: Fool Us, donde magos e ilusionistas de todo el mundo se presentan frente al dúo para realizar sus trucos, y si ninguno de los dos logra adivinar cómo fue hecho, el ilusionista en cuestión se gana un viaje a Las Vegas para actuar en el Rio Hotel and Casino antes de las presentaciones de Penn y Teller.

## Filmografía
1999 - Fantasia 2000 (Presentando El aprendiz del brujo)
2010's - Teller aparece en la serie the Big Bang theory como el padre de Amy Farrah Fowler, uno de los personajes principales.